# Yolande Maurette
Pour les articles homonymes, voir Maurette.
Yolande Maurette (ou Yo Maurette) est une monteuse de cinéma française.
Elle réalisa notamment le montage de deux grands films internationaux.

## Filmographie
- 1966 : Une histoire immortelle d'Orson Welles
- 1967 : Le Samouraï de Jean-Pierre Melville